# Skiathos
Skiathos (řecky:Σκιάθος, Skiáthos) je malý řecký ostrov na severozápadě Egejského moře. Skiathos je nejzápadnější ostrov ve skupině ostrovů Severní Sporady, východně od poloostrova Pelion v Magnesii na pevnině a západně od ostrova Skopelos.

## Geografie

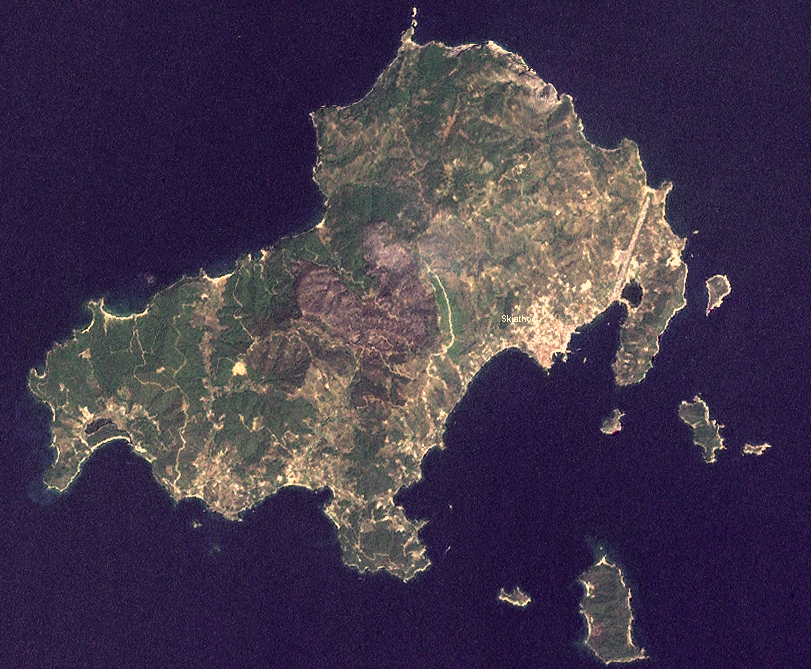
Satelitní fotografie ostrova Skiathos

Ostrov je asi 12 kilometrů dlouhý a 6 kilometrů široký. Pobřeží je členité se zálivy, mysy a poloostrovy. Jihovýchodní a jihozápadní části mají mírnější svahy, a tam se také nachází většina osad a zařízení. Terén je více hornatý na severním pobřeží, s nejvyšším vrcholem 433 m na hoře Karafiltzanaka.
Hlavní město Skiathos je ve východní části ostrova. Další hlavní osady jsou Kalyvia, Troullos, Xanemos, Koukounaries, a Achladias.
Samospráva Skiathosu zahrnuje ostrůvky Tsougria, Tsougriaki, Maragos, Arkos, Troulonisi a Aspronisi. Má rozlohu 49,898 km². Ostrovy jsou rozptýleny několik kilometrů od jihovýchodního pobřeží Skiathosu a jsou jasně viditelné z města a z pláže.
Hlavní zpevněné silnice vedou podél jihovýchodního úseku ostrova s několika úzkými prašnými cestami odbočujícími směrem do vnitrozemí a na severní pobřeží. Zemědělské půdy jsou kolem všech hlavních osad na ostrově.
Navzdory své malé velikosti je Skiathos s mnoha plážemi a lesnatou krajinou populární turistickou destinací. Má více než 60 převážně písečných pláží, roztroušených kolem 44 km dlouhého pobřeží. Některé z nich jsou Troulos, Vromolimnos, Koukounaries, Asselinos, Megali Ammos a Mandraki.
Velká část ostrova je zalesněná borovicemi halepskými a malým borovým lesem v Koukounaries, kde je laguna a populární pláž. Ostrovní lesy jsou soustředěny na jihozápadní a severní části, ale borovice převládají po celém ostrově.

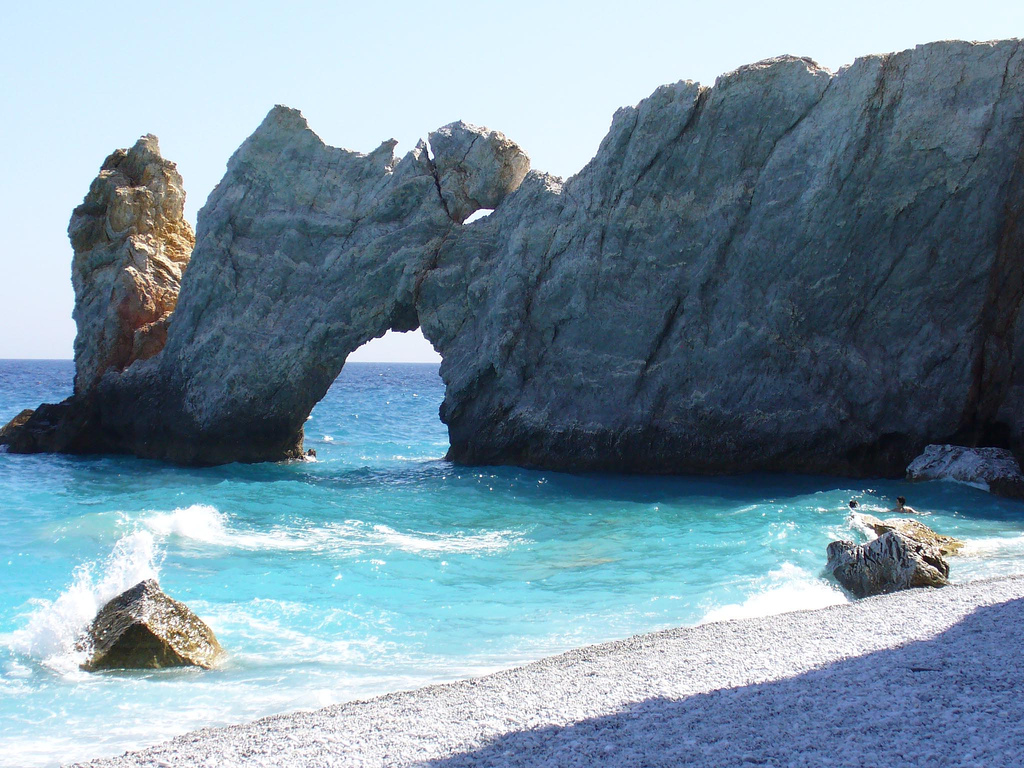
Pláž Lalaria

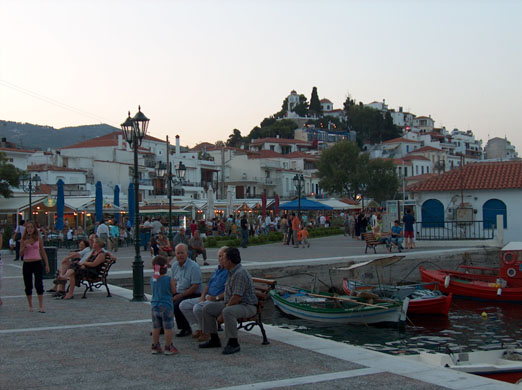
Město Skiathos

## Doprava
K dispozici je pravidelná lodní doprava na ostrov a na ostatní sporadské ostrovy s odjezdy z Volos a Agios Konstantinos. 
Mezinárodní letiště Skiathos je na severovýchodě ostrova, vedle laguny a nížiny oddělující ostrov od poloostrova Lazareta. 
Na ostrově jsou k dispozici tři autobusové trasy. Základní trasa je z hlavního města k pláži Koukounaries, která vede podél jižního pobřeží ostrova. Druhá trasa vede z hlavního města k klášteru Evangelistrias a třetí autobusová linka do Xanemos na severní pobřeží.

## Zajímavosti

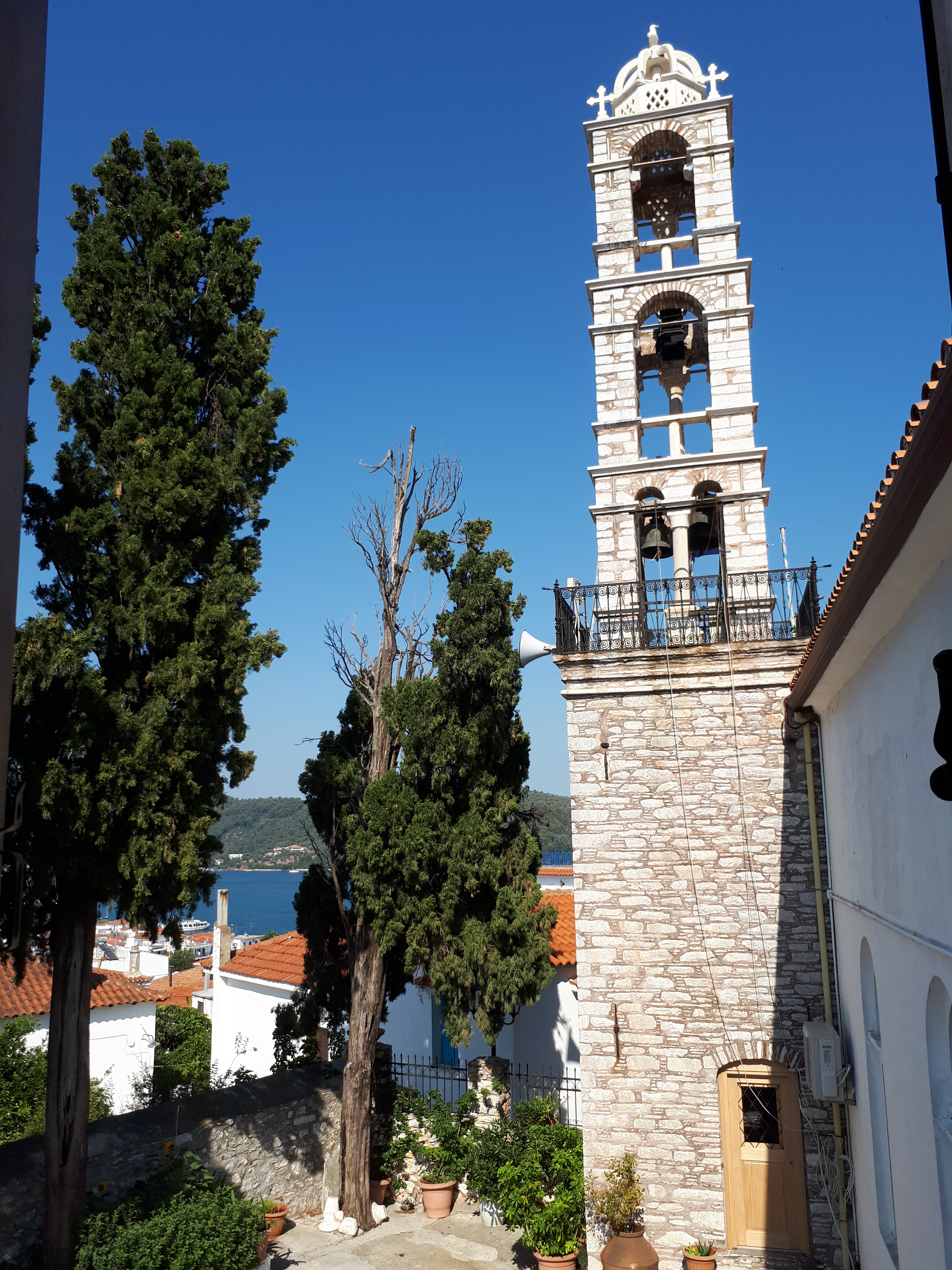
Kostel Panagia Limnià ve městě Skiathos byl postaven v roce 1837

### Zajímavosti ve městě
- Kostel Panagia Limnià, postavený v roce 1837
- Kostel Tris Ieràrches
- Poloostrov Bourtzi
- Papadiamantisův dům – Museum

### Zajímavosti na ostrově
- Svatý klášter Evangelistria
- Starý klášter Panagia Ekonistria
- Starý klášter Panagia Kechrià
- Byzantský Kostel Krista (v zámku)

### Pláže
- Koukounaries
- Lalaria
- Banánová pláž
- Xanemos
- Megali Ammos
- Achladies
- Vromolimnos
- Agia Paraskevi
- Troulos
- Asselinos (Malé a velké)
- Maratha
- Mandraki
- Limani tou Xerxi
- Kechria
- Kastro
- Tsougria (ostrov)

## Galerie

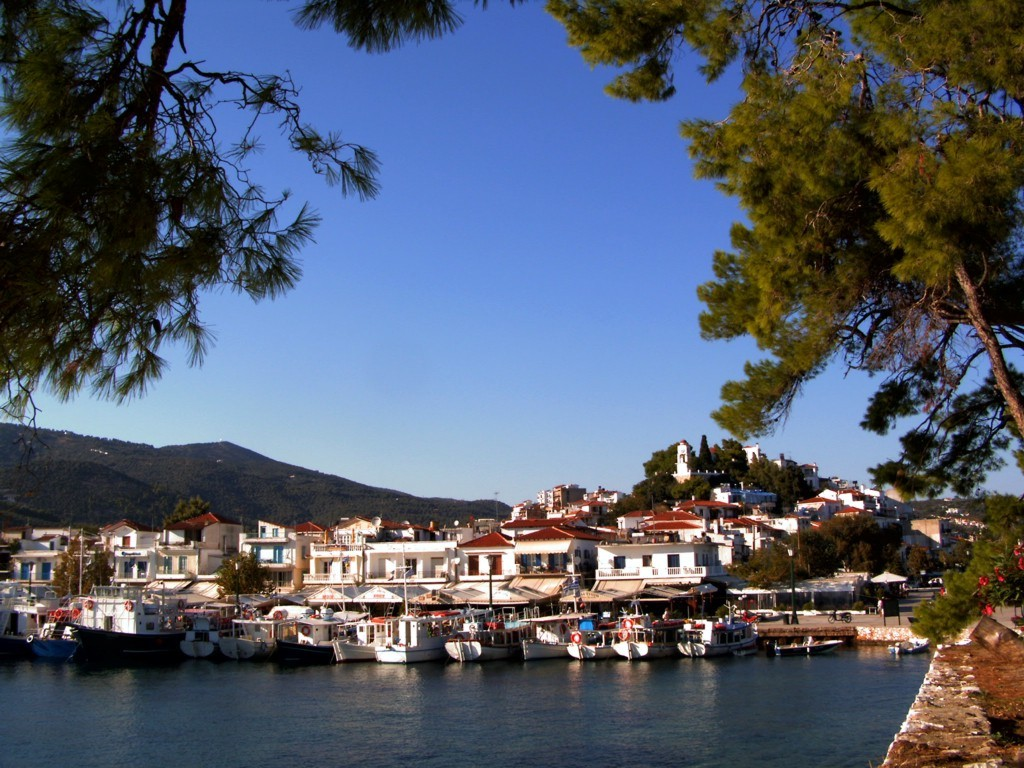
Přístav Skiathos
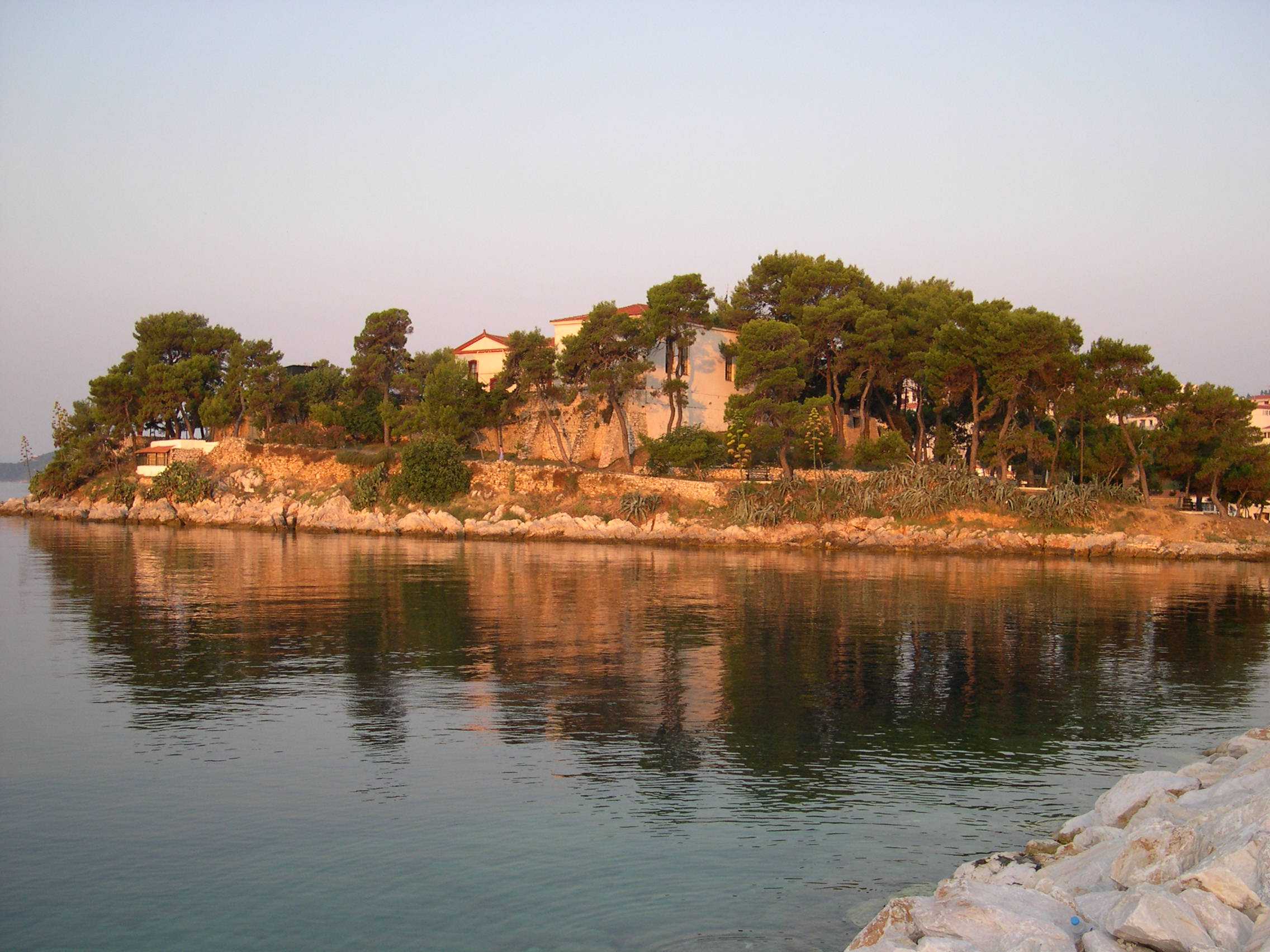
Bourtzi za úsvitu
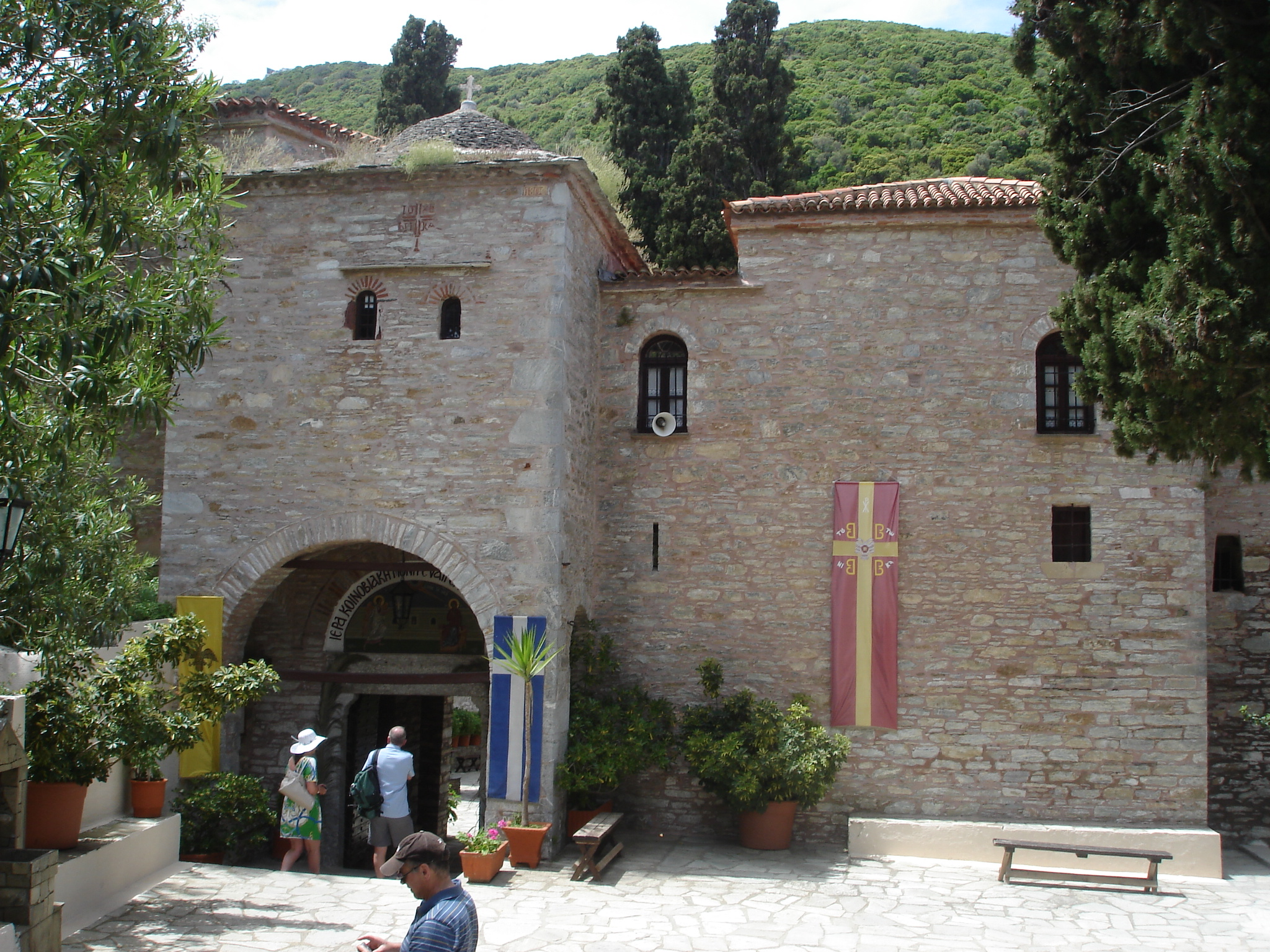
Klášter Evangelistria
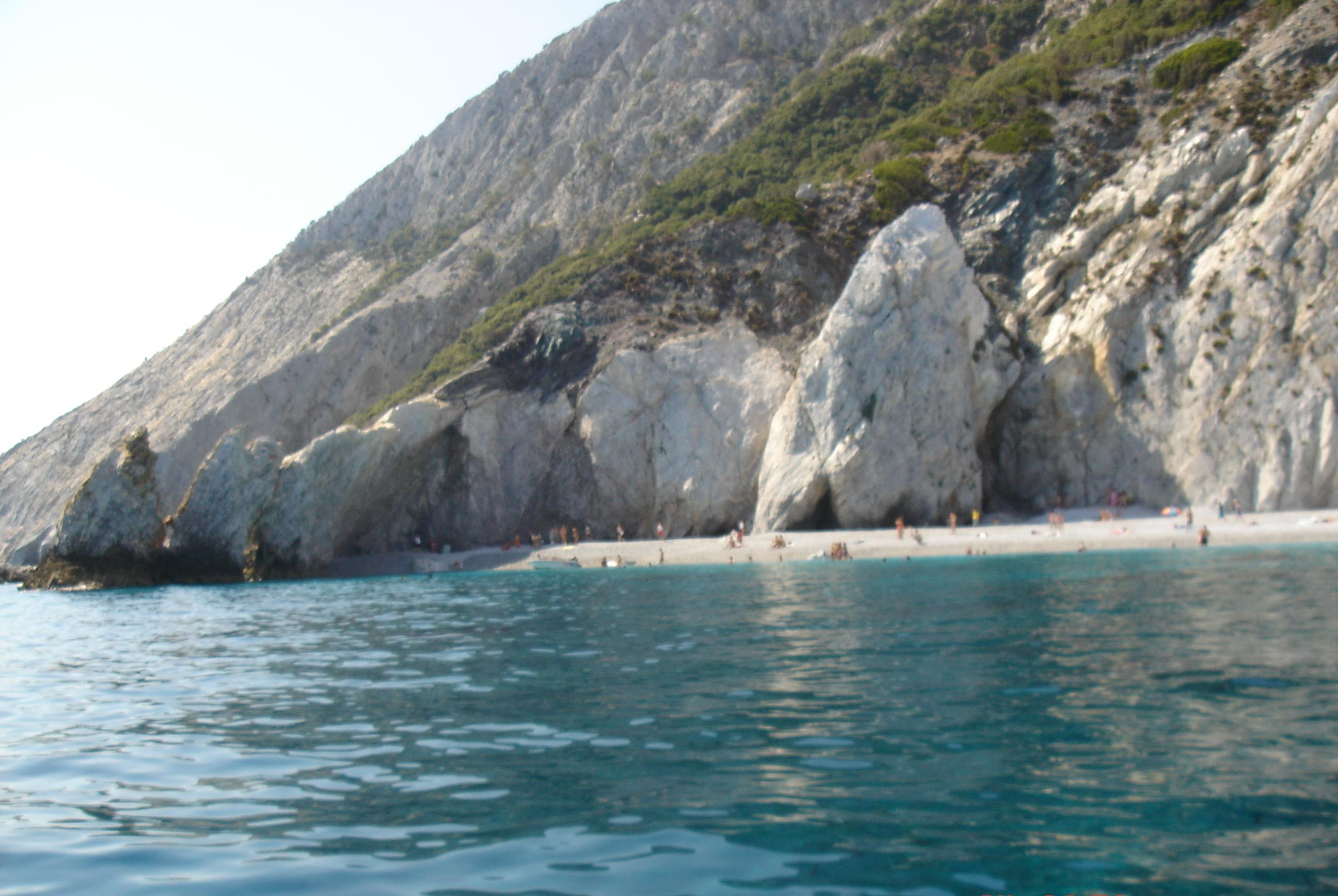
Pláž Skiathos
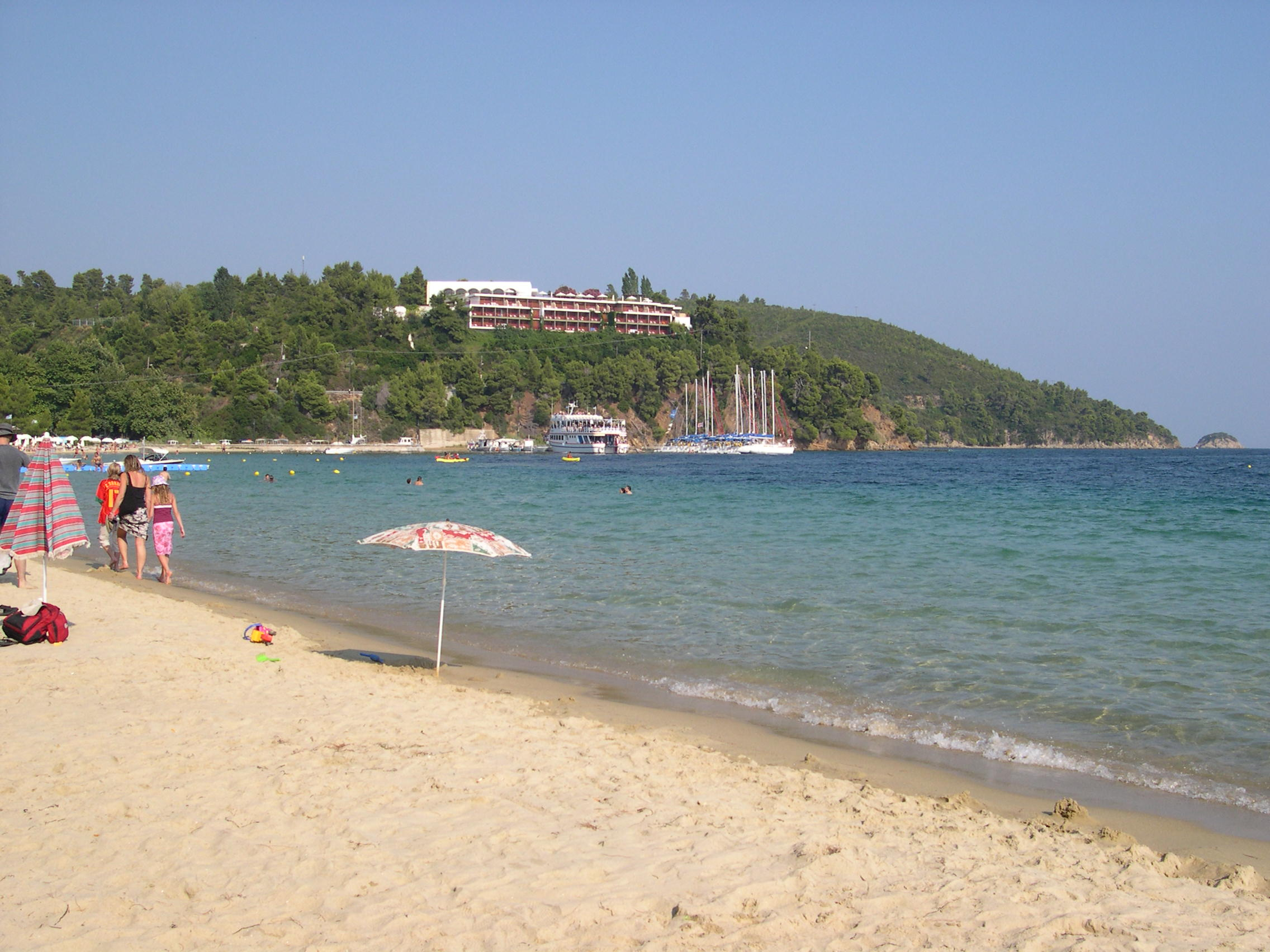
Pláž Koukounaries
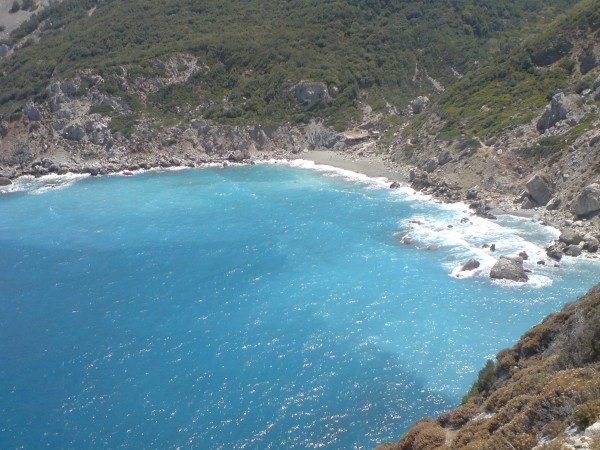
Pláž na Skiathu

## Pozoruhodný obyvatel

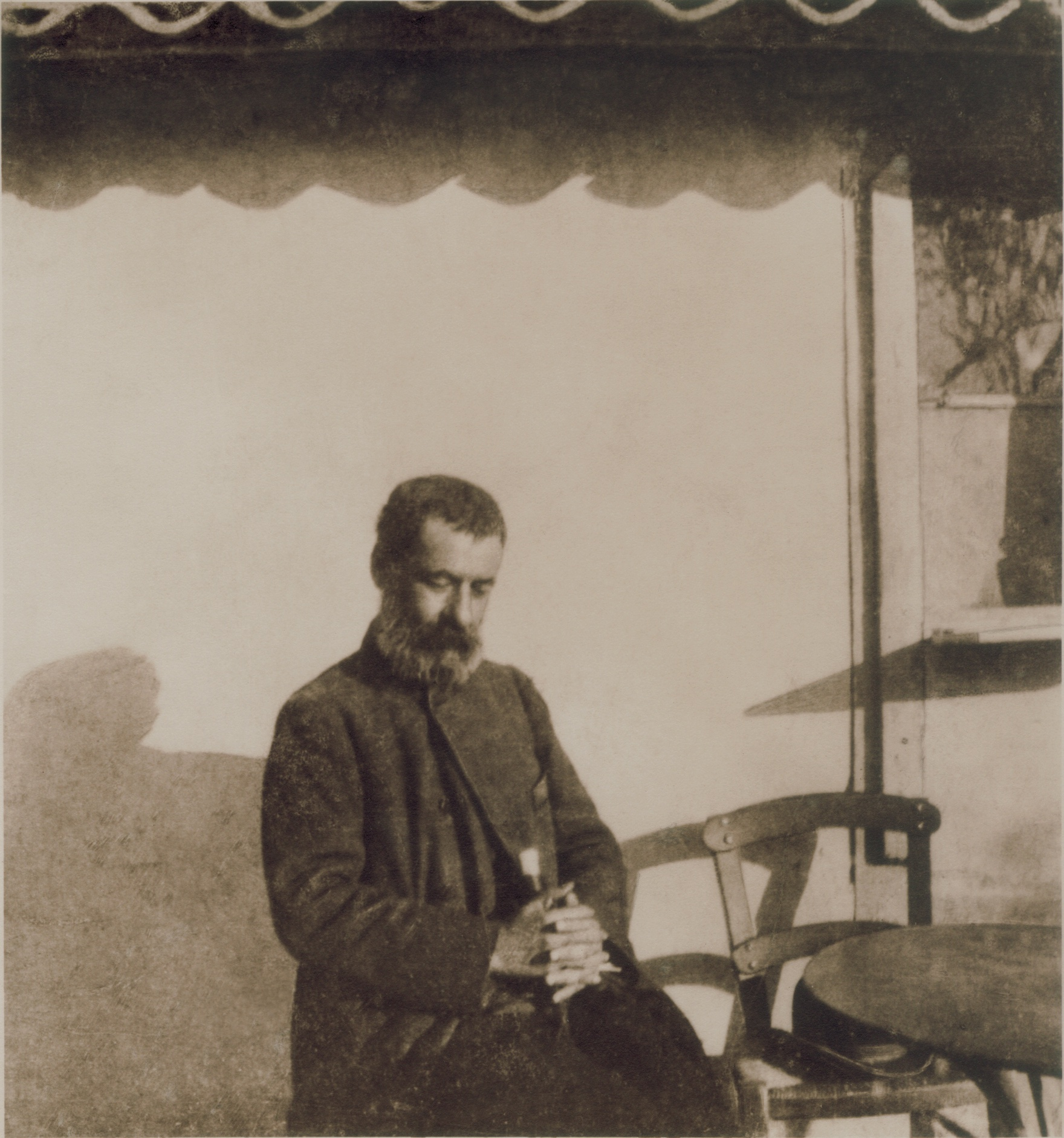
Spisovatel Alexandros Papadiamantis na snímku kolegy Pavlose Nirvanase (1906)

- Alexandros Papadiamantis (1851–1911) spisovatel
- Zisis Oikonomou (1911–2005) básník a prozaik
- Richard Romanus, herec